# دارلین (فیلم ۲۰۱۹)
دارلین (به انگلیسی: Darlin) یک فیلم ترسناک آمریکایی محصول سال ۲۰۱۹ به کارگردانی و نویسندگی پولیانا مکینتاش با بازی لورین کانی، برایان بت، نورا-جین نون، کوپر اندروز و پولیانا مکینتاش است. این فیلم به عنوان دنباله زن (فیلم ۲۰۱۱) عمل می‌کند.

## داستان
هنگامی که دارلین (لورین کانی) سرگردان و گرسنه به دنبال یک سرپناه می‌گردد، او به یک بیمارستان کاتولیک پناه می‌برد و در آنجا توسط یک کشیش و تعدادی راهبه مورد حمایت قرار می‌گیرد. اما او دارای رازی تاریک و بسیار خطرناک هست که…